# توزکول (شهرستان مندی‌قره)
توزکول (به قزاقی: Tuzkol) یک دریاچه در قزاقستان است که در حوضه تورگای واقع شده‌است.